# Piazza Carlo III (Nápoly)
A Piazza Carlo III egy nápolyi tér. Nevét III. Károly Bourbon király után kapta. A teret a hatalmas Albergo dei Poveri épülettömbje uralja. 